# Everett Barksdale
Everett Barksdale (Detroit (Michigan), 28 april 1910 – Inglewood (Californië), 29 januari 1986) was een Amerikaanse jazzgitarist van de swing.

## Biografie
Everett Barksdale leerde eerst altsaxofoon, gitaar en bas. Hij verhuisde naar Chicago en begon zijn carrière bij Erskine Tate in de vroege jaren 1930. Hij speelde toen met Eddie South, later met Benny Carter. Tijdens de jaren 1940 vestigde Barksdale zich in New York en verdeelde zijn professionele activiteiten in het spelen met kleinere jazzcombo's in clubs (waaronder de pianist Benny Payne) en het werken als studiomuzikant. Van 1942 tot 1944 werkte hij voor het radiostation CBS. Hij werkte met producent Joe Davis tot de jaren 1950 en werkte mee aan opnamen van vocale groepen zoals The Blenders en The Clovers. Hij was ook een begeleider voor Maxine Sullivan en Dean Barlow. Net als zijn collega, bassist Milton Hinton, met wie hij vaak werkte, werd Barksdale nu vaak gevraagd als gewaardeerde ritmegitarist voor studiosessies in een breed scala aan muzikale gebieden, van doowop, rhythm-and-blues, tot vroege rock-'n-roll tot naar popmuziek. Dus leverde hij de blueslook voor de hit Love Is Strange van Mickey & Sylvia.
Eind jaren 1940 kreeg hij de gelegenheid om Tiny Grimes te vervangen in het trio van de pianist Art Tatum. Samen met bassist Slam Stewart werd de formatie een van de meest legendarische jazztrio's van die tijd. Tot 1955 werkte hij bij Art Tatum. In 1956 toerde hij als muzikaal leider en arrangeur met Billy Kelly and the Ink Spots door Europa en Canada. In 1956 werkte hij opnieuw bij Tatum. Na diens dood was hij in 1958/1959 in dienst van de American Broadcasting Company in de studioband. Hier werkte hij aan opnamen van Lena Horne, Sammy Davis jr. en Sarah Vaughan. Af en toe nam hij ook deel aan jazz-opnamesessies, zoals met Buddy Tate in 1958/1959. Tijdens de jaren 1970 was hij nog steeds gewild als studiomuzikant in Californië, voordat hij zich aan het eind van het decennium met pensioen begaf. Barksdale droeg ook bij aan opnamen van Henry Red Allen, Louis Armstrong, Chet Baker, Sidney Bechet, Benny Carter, Chris Connor, Al Hirt, Johnny Hodges, Billie Holiday, Rex Stewart, Edmond Hall en Jimmy Rushing.

## Overlijden
Everett Barksdale overleed in januari 1986 op 75-jarige leeftijd.

## Discografie
- 1957-1958: Louis Armstrong: Louis Armstrong And The Angels/ Louis And The Good Book (Universal Records)
- 1955-1965: Chet Baker: Verve Jazz Masters 32 (Verve Records), Baker's Holiday (Emarcy, 1965)
- Sidney Bechet: 1941-1944 (Classics)
- Benny Carter: 1940-1941 (Classics)
- Edmond Hall: 1944-1945 (Classics)
- 1951-1967: Johnny Hodges: Jazz Masters 35 (Verve Records)
- 1944-1950: Billie Holiday: The Complete Original Decca Recordings (GRP Records)
- 1960: Jimmy Rushing And The Buck Clyton All-Stars: Jimmy Rushing and the Smith Girls (CBS Records/Fresh Sound Records)
- Maxine Sullivan: 1941-1946 (Classics)
- 1949-1952: Art Tatum: The Complete Capitol Recordings of Art Tatum (Capitol Records)
- Eddie South: 1923-1937 (Classics)